# Hamilton Fish IV
Hamilton Fish IV (Washington, 3 giugno 1926 – Washington, 23 luglio 1996) è stato un politico statunitense, membro della Camera dei Rappresentanti per lo stato di New York dal 1969 al 1995.

## Biografia
Fish nacque a Washington in una nota dinastia politica statunitense: suo padre Hamilton Fish III, i suoi nonni Hamilton Fish II e Alfred C. Chapin e il suo bisnonno Hamilton Fish erano stati tutti deputati al Congresso. Studiò all'Università di Harvard e all'Università di New York, poi esercitò la professione di avvocato prima di entrare anch'egli in politica.
Nel 1966 si candidò alla Camera dei Rappresentanti come esponente del Partito Repubblicano, ma venne sconfitto dal democratico in carica Joseph Resnick. Due anni dopo, quando Resnick lasciò il seggio per candidarsi infruttuosamente al Senato, Fish si presentò nuovamente alle elezioni per la Camera e risultò eletto. Negli anni successivi fu riconfermato dagli elettori per altri dodici mandati, fin quando nel 1994 annunciò il proprio ritiro dal Congresso per ragioni di salute.
Sposatosi tre volte, ebbe quattro figli dalla prima moglie; il primogenito Hamilton Fish V si candidò senza successo alla Camera per ben due volte ma, contrariamente ai suoi avi, si presentò agli elettori come democratico, venendo aspramente criticato in pubblico dal nonno centenario che si schierò apertamente contro le idee politiche del nipote.
Fish morì nel luglio del 1996, poco dopo aver compiuto settant'anni.